# ماریسا سولیناس
ماریسا سولیناس (ایتالیایی: Marisa Solinas; ۳۰ مهٔ ۱۹۳۹ – ۱۲ فوریهٔ ۲۰۱۹) مدل و بازیگر اهل ایتالیا بود. وی بین سال‌های ۱۹۶۴ تا ۲۰۱۹ میلادی فعالیت می‌کرد. سولیناس به «ققنوس سینمای ایتالیا» لقب گرفته بود، زیرا او چندین بار خود را بازآفرینی کرد و هر بار با موفقیت فراوان به نوع متفاوتی از هنرمند تبدیل شد. عکس او به‌عنوان یک فتومدل، روی جلد ۷۵۰ جلد چاپ شد.
از فیلم‌هایی که وی در آن نقش داشته‌است، می‌توان به بوکاچو ۷۰ و خوشی من، خوشی توست اشاره کرد.